# عبادة الحيوان
عبادة الحيوان Animal worship

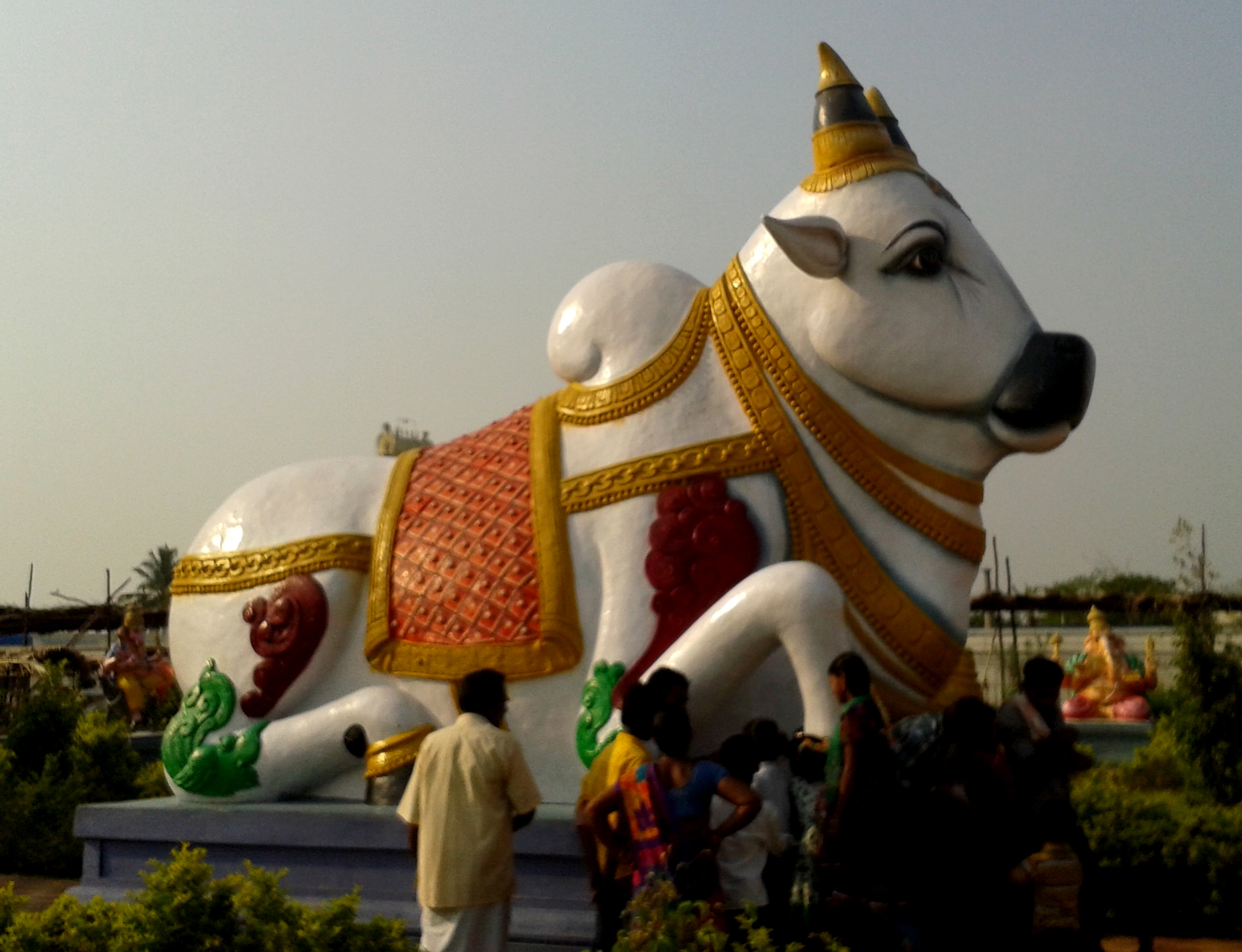

عبادة الحيوان اتخاذ الحيوانات آلهة أو تعظيمها كما عُرف في بعض المجتمعات القديمة والحديثة. وتعبد بعض المجتمعات الحيوانات لاعتقادها أن كل ما في الطبيعة له روح. ويسمى هذا الاعتقاد الأرواحية. وقد يعبد مجتمع الصيد حيوانًا ليكسب وده أو ليعتذر عن قتله، أو ليكتسب صفاته الحيوانية مثل السرعة والقوة.
عبد كثير من هنود شمالي أمريكا الشمالية الحيوانات جزءًا من الاعتقاد المعروف بالطوطمية. وكل جماعة لديها رمزها المقدس الذي يُسمى طوطم. ومعظم الطَوْطَمات حيوانات. ويزعم كثير من الجماعات أنها سلالة الحيوان الطوطم الذي يعبدونه. وعبد بعض الناس إلهًا يعتقدون أنه اتخذ لنفسه شكل الحيوان؛ فمثلاً يظهر الإله المصري القديم توت أحيانًا في شكل الرباح (حيوان إفريقي آسيوي ضخم قصير الذيل قبيح المنظر)، وفي أحيان أخرى في شكل طائر الماء الذي يدعى أبا منجل.